# Exapate
Exapate es un género de polillas de la familia Tortricidae.
Es una polilla que se encuentra comúnmente en Gran Bretaña con preferencia por los páramos en las regiones del norte. Tiene una envergadura de 18 a 22 mm y los machos tienen alas anteriores alargadas. Se encuentra comúnmente de octubre a diciembre.

## Especies
- Exapate bicuspidella Bruun & Krogerus, 1996
- Exapate congelatella (Clerck, 1759)
- Exapate duratella Heyden, 1864